# Michael Beck
John Michael Beck Taylor (Memphis, 4 de fevereiro de 1949), mais conhecido como Michael Beck, é um ator norte-americano conhecido por interpretar Swan no filme The Warriors.

## Vida e carreira

### Infância
Beck nasceu em Memphis, Tennessee, e é o terceiro de nove irmãos. Ele frequentou a Memphis University School e então a Millsaps College em Jackson, Mississippi, com uma bolsa para o time de beisebol. Após graduar-se em Economia, ele foi um dos 30 candidatos escolhidos (num total de 2 500) para a Central School of Speech and Drama.

### Carreira de ator
Beck é conhecido principalmente por seus papéis como "Swan" no filme de ação The Warriors (1979), "Sonny Malone" em Xanadu (1980), "Tenente Dallas" em Megaforce (1982), e como "Koda" em Triumphs of a Man Called Horse (1982). Seus papéis em Xanadu e Megaforce lhe renderam indicações para ao Framboesa de Ouro como Pior Ator e Pior Ator Coadjuvante, respectivamente.[carece de fontes?]

### Vida pessoal
Beck vive atualmente na Califórnia com sua mulher, Cari e com seus dois filhos Ashley e Jesse.